# هوارد شميدت
هوارد شميت (بالإنجليزية: Howard A. Schmidt)‏ هو منسق أم السايبر في إدارة الرئيس الأمريكي السابق باراك أوباما، الإدارة التابعة للمكتب التنفيذي للرئيس للولايات المتحدة.
أحد أهداف شميت السياسة الرائدة هو تطوير «الاستراتيجية الوطنية للهويات الموثوقة في الفضاء الافتراضي»، والتي تسعى لتمكين الصناعة من القطاع الخاص لخلق الهويات الإلكترونية التي يمكن الاعتماد عليها في مجال التجارة الإلكترونية على غرار الطريقة التي الشركات تعتمد على مزيج من رخص قيادة السيارات، بطاقات الائتمان ومصادقة الهويات في الحيز المادي.
وقبل انضمامه إلى إدارة أوباما، خدم شميت رئيسا لل معلومات منتدى الأمن والرئيس والمدير التنفيذي لR & H الأمن استشارات ذ م م، التي كان قد أسسها في مايو 2005. وكان أيضا الرئيس الدولي ل جمعية المعلومات أنظمة الأمن والحماية  ، وعضو مجلس إدارة شركة الأمن الفنلندية Codenomicon، الشركة الأمنية الأمريكية حصن البرامج، والأمن الدولي لنظم المعلومات اتحاد شهادة،  المعروف باسم (ISC) ². في أكتوبر 2008 وكان اسمه واحدا من 50 شخصا الأكثر تأثيرا في مجال الأعمال التجارية لتكنولوجيا المعلومات من قبل القراء والمحررين من مجلة الأساس.

## التعليم
شميت حاصل على بكالوريوس في العلوم درجة البكالوريوس في إدارة الأعمال (1994) وماجستير في الفنون درجة في الإدارة التنظيمية (1998) من جامعة فينيكس. وهو حاصل أيضا على درجة الدكتوراه الفخرية في الآداب الإنسانية. شهادات شميت وتشمل CISSP و CISM. وهو أستاذ للممارسة في معهد جورجيا للتكنولوجيا الصورة GTISC، أستاذ الأبحاث فيولاية أيداهو الدولة الجامعة، مساعد زميل حاليا مع جامعة كارنيجي ميلون "CyLab ثانية، وزميل حاليا مع Ponemon المعهد،

## السيرة الذاتية

### الخدمة العامة
في عام 1967، حيث درس الأسلحة الكيميائية، ومواد شديدة الانفجار، والأسلحة النووية بينما كان يحضر الذخائر المدرسة. بين عامي 1968 و 1974، وأكملت شميت ثلاث رحلات عمل في جنوب شرق آسيا خلال حرب فيتنام. هو ترك الخدمة العسكرية النشطة في عام 1974، ثم بدأ حياته المهنية في الخدمة المدنية في مجال بيند جيلا سلاح الجو مساعد، منذ أعيدت تسميته باسم باري M. سلاح الجو غولدووتر المدى وشغل منصب رئيس هيئة النقل ونائب مدير إدارة الموارد حتى عام 1982.
خدم في الحرس الوطني الجوي في أريزونا مع سرب الاتصالات 161 التي يوجد مقرها في مطار فينيكس الدولي، من عام 1989 حتى عام 1998.
وكان شميت وهو ضابط شرطة المدينة 1983-1994 لقسم الشرطة شاندلر في ولاية أريزونا، حيث عمل في فريق وادي سوات والجريمة المنظمة والمخدرات وحدة التنفيذ، وشكلت وقاد فريق الإنفاذ الخاصة.
وفي عام 1994 حصل على موقف مع مكتب التحقيقات الفيدرالي الوطني للمخدرات مركز المخابرات، حيث ترأس فريق استغلال الحاسوب. . قبل أن تبدأ العمل في مكتب التحقيقات الاتحادي، وفي عام 1994، شميت انضمت إلى مكتب القوات الجوية التحقيقات الخاصة (AFOSI) الحاسوب الطب الشرعي مختبر والجريمة الحاسب والمعلومات الحرب تقسيم.
كما وكيل خاص الإشرافية ومدير. في عام 1996، أثناء خدمته في هذا المنصب، قام بتأسيس أول مختبر كمبيوتر مخصص للطب الشرعي في الحكومة، والتي كانت أساسا لتشكيل مختبر الحاسوب الطب الشرعي وزير الدفاع (DCFL).
في عام 1998، نقل شميت إلى الاحتياطيات جيش الولايات المتحدة كعامل الخاصة، وقسم التحقيق الجنائي، حيث أنه لا يزال لخدمة ويتم تعيينه حاليا إلى وحدة التحقيقات الجريمة الحاسب الآلي (CCIU). وقد خدم أيضا مع ديت النائب 315 (CID) في فورت. لوتون في WA. كان قد أدلى بشهادته كشاهد خبير في المحاكم الفدرالية والعسكرية في مجالات جرائم الحاسوب، والطب الشرعي الكمبيوتر والإنترنت الجريمة.
في مايو عام 2003، اعتزل شميت من البيت الأبيض بعد 31 عاما من الخدمة العامة في الحكومة المحلية والاتحادية. بعد هجمات 11/9، تم تعيينه من قبل الرئيس بوش ونائب الرئيس من الرئيس الحرجة البنية التحتية للمجلس حماية ومستشارا خاصا لأمن الفضاء الإلكتروني للبيت الأبيض في ديسمبر 2001. بينما في البيت الأبيض، وقال انه ساعد في خلق الإستراتيجية الوطنية الأمريكية لتأمين الفضاء الإلكتروني. من توليه المنصب كرئيس في يناير كانون الثاني عام 2003 وحتى تقاعده في مايو 2003، عندما انضم يباي.
يوم الثلاثاء 22 ديسمبر، 2009، وكان اسمه شميت كما في الولايات المتحدة أعلى الكمبيوتر مستشار الأمن إلى الرئيس باراك أوباما. سابقا، خدم شميت مستشارا السيبرانية في منزل الرئيس الأمريكي جورج بوش الأبيض، وكان يشغل منصب رئيس مجلس الأمن الاستراتيجي لل الولايات المتحدة CERT برنامج الشركاء لشعبة الأمن القومي من خلال كاميرا Cyber جامعة كارنيجي ميلون، في دعم وزارة الأمن الداخلي. وقد شغل منصب نائب الرئيس وكبير مسؤولي أمن المعلومات، وكبير الاستراتيجيين الأمن ل يباي.

### الصناعة الخاصة والمنظمات المهنية
شميت كما كان لمهنة نشط في القطاع الخاص والمنظمات المهنية.
في عام 1997، وانضم شميت مايكروسوفت، كمدير لأمن المعلومات، وكبير مسؤولي أمن المعلومات (سيسو)، والمسؤول الأمني (منظمات المجتمع المدني). وكان المؤسس المشارك لل استخدام الموثوق للكمبيوتر مجموعة الاستراتيجيات الأمنية. [ 
خدم شميت في اللجنة التنفيذية لمجلس التنسيق قطاع تكنولوجيا المعلومات. العضويات التي تشمل جريمه التكنولوجيا العالية رابطة التحقيق، والأكاديمية الأميركية لعلوم الطب الشرعي والرابطة الدولية لرؤساء الشرطة. كان قد أدلى بشهادته أمام لجان الكونغرس في امن الكومبيوتر والجريمة السيبرانية ، وظهرت على شاشات التلفزيون في جميع أنحاء العالم المختلفة، ويبين بما في ذلك الراديو، بي بي سي، سي، سي ان ان، سي ان بي سي، فوكس التلفزيونية يتحدث عن أمن السيبراني، والتحقيقات والتكنولوجيا. وهو شارك في تأليف الكتاب الأسود للأمن الشركة والمؤلف من الدروس المستفادة الدوريات الفضاء الإلكتروني، من لمدى الحياة في مجال أمن البيانات.
وكان شميت أول رئيس للمعلومات تبادل المعلومات التقنية ومركز التحليل. وهو عضو سابق في المجلس التنفيذي للمنظمة الدولية من الأدلة الحاسوبية، وشغل منصب الرئيس المشارك للجنة الحاسب الآلي التحقيقات الاتحادي. شغل منصب عضو مجلس إدارة للمجلس الاستشاري لجرائم الشبكات الإلكترونية الوطنية الأبيض مركز الجريمة الياقة، وكان المحاضر المتميز خاصة في جامعة نيو هيفن، كونيتيكت، تدريس دورة شهادة الدراسات العليا في مجال الحوسبة في الطب الشرعي. وقد قام بالتدريس أيضا دورات ل مكتب التحقيقات الفدرالي وإدارة مكافحة المخدرات على استخدام أجهزة الكمبيوتر وتحقيقات في تطبيق القانون.
شغل منصب عضو في لجنة تضاف إلى الرئيس المستشارين حول العلوم والتكنولوجيا في تشكيل معهد لحماية البنية التحتية للمعلومات.
وقد تم تعيين شميت إلى مجلس الأمن معلومات الخصوصية الاستشارية لتقديم المشورة إلى المعهد الوطني للمعايير والتكنولوجيا وزير التجارة ومدير مكتب الإدارة والميزانية في أمن المعلومات والخصوصية القضايا المتصلة الاتحادية نظم المعلومات الحكومية.

## المنشورات
- Patrolling Cyberspace, Lessons Learned from a Lifetime in Data Security [ISBN 0-9776895-2-2]

## وصلات خارجية
- http://searchsecurity.techtarget.com/qna/0,289202,sid14_gci1246660,00.html—Information Security News: Q&A, Schmidt: Cybersecurity a private affair, 3/8/07
- http://www.csoonline.com/read/030104/ground.html - CSO - The Resource for Security Executives, March 2004
- http://www.washingtonpost.com/ac2/wp-dyn/A50606-2002Jun26?language=printer—Timeline: The US Government and Cybersecurity, May, 2003
- http://www.computerworld.com/securitytopics/security/story/0,10801,80549,00.html (“Howard Schmidt leaving government cybersecurity job”) April, 2003
- http://www.globalsecurity.org/military/library/news/2002/11/mil-021104-295e6199.htm—11/4/02 – Background Report on Cyber-Terrorism
- http://www.ilpf.org/conference2002/speakers_schmidt.html—ILPF Conference 2002 (speaker Bio for conference)
- http://www.securityfocus.com/news/9660—Security Focus, “Howard Schmidt Returns to Government”
- http://www.aallnet.org/aallwash/lu0696.html—The American Association of Law Libraries Washington Affairs – Legislative and Regulatory Update – June, 1996